# NachDenkSeiten
NachDenkSeiten mit dem Untertitel Die kritische Website ist ein deutsches Blog, auf dem politische und gesellschaftliche Themen kommentiert werden. Ursprünglich als wichtiger Bestandteil einer „Gegenöffentlichkeit“ gelobt, wird der Website seit etwa 2015 jedoch zum Teil vorgeworfen, Verschwörungstheorien zu verbreiten, etwa zum Russisch-Ukrainischen Krieg seit 2014 oder zur Corona-Pandemie. Herausgeber ist der ehemalige SPD-Politiker Albrecht Müller, welcher auch selbst zahlreiche Beiträge veröffentlicht.

## Geschichte
Unmittelbaren Anlass zur Gründung der NachDenkSeiten bot die Errichtung der Initiative Neue Soziale Marktwirtschaft im Oktober 2000. Albrecht Müller versuchte nach eigener Darstellung zunächst, zwischen dem März 2001 und dem Jahr 2003 mit Hilfe der IG Metall, des Deutschen Gewerkschaftsbundes und der Otto-Brenner-Stiftung eine Website ins Leben zu rufen, die sich kritisch mit den Standpunkten auseinandersetzen sollte, die damals von den Metallarbeitgebern in die gesellschaftspolitische Diskussion eingebracht wurden. Die Gespräche scheiterten aber. Deshalb gründete er mit Wolfgang Lieb als Mitherausgeber die NachDenkSeiten ohne gewerkschaftliche Unterstützung. Der erste Blogbeitrag in den NachDenkSeiten wurde von Albrecht Müller am 30. November 2003 veröffentlicht. Im März 2011 wurde Jens Berger, der das inzwischen stillgelegte Blog Der Spiegelfechter betrieben hatte, neu in den Kreis der Autoren aufgenommen.
Am 23. Oktober 2015 stellte Wolfgang Lieb seine Mitarbeit bei den NachDenkSeiten ein. Er beschrieb, dass sich die NachDenkSeiten mit einem zunehmenden Anteil von Beiträgen seines Mitherausgebers Albrecht Müller nach und nach verändert und verengt hätten, sowohl thematisch als auch in der Methode der Kritik und der Art der Auseinandersetzung. Müller rufe nur mehr zum „‚Kampf‘ gegen ‚die Herrschenden‘ und ‚die Medien‘“ auf anstatt zum Nachdenken.
Am 17. November 2022 gaben die NDS bekannt, dass ihrem Förderverein IQM e. V. durch das Finanzamt Landau mit Wirkung zum 31. Dezember 2022 die Gemeinnützigkeit aberkannt wurde.
Nachdem im März 2022 der russische Staatspropagandakanal RT DE EU-weit verboten wurde, um die „Verbreitung von Lügen“ über den russischen Überfall auf die Ukraine zu verhindern, wechselte am 1. Juni 2022 der frühere RT-Online-Chef Florian Warweg zu den NachDenkSeiten und wurde von diesen auch in die Bundespressekonferenz (BPK) entsandt. Um die Aufnahme Warwegs dort entspann sich eine Kontroverse und mehrere Mitglieder legten Widerspruch dagegen ein. Der Mitgliedsausschuss der BPK lehnte daraufhin die Aufnahme Warwegs aus formalen Gründen ab, da seine bei den NachDenkSeiten veröffentlichten Beiträge nicht belegten, dass er „ständig und weit überwiegend“ über deutsche Bundespolitik schreibe. Von Markus Kompa vertreten, klagte Warweg daraufhin beim Landgericht Berlin auf Aufnahme in den Verein und Zugang zur BPK. Die Klage scheiterte bezüglich des Aufnahmewunsches, war aber bezüglich des Zugangs zu den Regierungspressekonferenzen erfolgreich. Der Verein legte Rechtsmittel ein.

## Form und Inhalte
In Form eines Watchblogs kommentieren die Autoren Politik und Gesellschaft und setzen sich dabei kritisch mit neoliberalen (im Sinne von wirtschaftsliberal) und konservativen Denkmustern auseinander. Die Website bietet eine tägliche Medienschau zu politischen und gesellschaftlichen Themen (Hinweise des Tages); die Beiträge werden dabei häufig von Lesern vorgeschlagen. Dabei werden auch die Medien selbst kritisch beobachtet. Besondere Aufmerksamkeit schenkte das Blog darüber hinaus der Finanzkrise ab 2007, der Eurokrise und der Euro-Rettungs-Politik der deutschen Regierung.
Das Blog versteht sich als Gegenöffentlichkeit, die aufklären und politische Diskussionen anregen möchte.
Bekannte Gastautoren oder Gesprächspartner des Blogs sind bzw. waren unter vielen anderen:
- Norman Birnbaum
- Wolfgang Bittner
- Gerd Bosbach
- Christoph Butterwegge
- Diether Dehm
- Götz Eisenberg
- Christian Felber
- Lisa Fitz
- Heiner Flassbeck
- Jörg Phil Friedrich
- Daniele Ganser
- James K. Galbraith
- Rolf Gössner
- Gabriele Gysi
- Gerhard Hanloser
- Norbert Häring
- Ulrich Heyden
- Andrej Hunko
- Ken Jebsen
- Gabriele Krone-Schmalz
- Oskar Lafontaine
- Karin Leukefeld
- Rainer Mausfeld
- Abraham Melzer
- Dirk Pohlmann
- Werner Rügemer
- Paul Schreyer
- Jürgen Todenhöfer
- Sahra Wagenknecht
- Rainer Werning
- Claus Weselsky
- Wolf Wetzel
- Willy Wimmer
- Wolfgang Wodarg
- Raina Zimmering
- Andreas Zumach

Einige Artikel der NachDenkSeiten werden auch als Audio-Podcasts zum Download angeboten.
Im November 2021 während der COVID-19-Pandemie legte der österreichische Aktivist Christian Felber in einem Beitrag für die NachDenkSeiten „30 Gründe“ dar, weshalb er derzeit nicht bereit sei, sich gegen Corona impfen zu lassen. Das Momentum Institut kritisierte Felbers Beitrag und kam zu dem Schluss, dass „fast alle seiner Punkte sich sehr schnell widerlegen lassen, da sie wissenschaftlichen Erkenntnissen widersprechen“ würden.
Nach dem Anfang Oktober 2023 erfolgten Terrorangriff der Hamas auf Israel schrieb Müller, man könne „davon ausgehen“, dass Israel die Vorbereitungen für diese Aktion „wahrgenommen“ und dann „die palästinensische Militäraktion vermutlich hingenommen“ habe, um „nach den Angriffen einen weltweit publizierten und akzeptierten Grund dafür zu haben, im Gazastreifen aufzuräumen“. Der Beginn des folgenden Kriegs spreche „dafür, dass die ethnische Säuberung eingeleitet worden“ sei.

## Printprodukte und Vertrieb
Die NachDenkSeiten kooperierten laut einem Bericht des Börsenblatt mit Telepolis und dem Westend Verlag bei der Vertriebsplattform Buchkomplizen. Nach dem Wechsel der Führung von Telepolis Anfang 2021 wurde die Kooperation nach Auskunft des Chefredakteurs Harald Neuber nicht fortgeführt.
Seit 2008 erscheinen unter dem Titel Das Kritische Jahrbuch – Nachdenken über Deutschland Anthologien mit einer Auswahl der Vorjahresartikel. Ab der Ausgabe für 2016 war neben Albrecht Müller nicht mehr Wolfgang Lieb, sondern Jens Berger Mitherausgeber. Seit 2010 erscheinen die Bände im Westend-Verlag.

## YouTube-Kanal
Die Nachdenkseiten starteten 2023 einen YouTube-Kanal. Er dient als Plattform für verschiedene Formate. Zum einen werden Podcasts und Kommentare veröffentlicht, zum anderen auch Veranstaltungs-Dokumentationen von Albrecht Müller und den Nachdenkseiten hoch geladen. Die Kabarettistin Lisa Fitz verbreitet über den Kanal eigene Produktionen.
In der Subkategorie NDS auf der Bundespressekonferenz werden seit 2024 ausschließlich die Fragen des ehemaligen RT-Today-Journalisten und NDS-„Parlamentskorrespondent“ Florian Warweg an die Sprecher der Ministerien dokumentiert, der nahezu ausschließlich Fragen mit Russlandbezug stellt. Warweg hatte sich 2022 in die BPK eingeklagt.

## Rezeption

### Anfangsjahre
Nach Einschätzung von Spiegel Online aus dem Jahr 2008 gehörten die NachDenkSeiten zu den wenigen deutschen politischen Websites, die überhaupt wahrgenommen wurden. Die technische Plattform allerdings wirke „gegen [amerikanische] Polit-Seiten […] wie aus der Web-Steinzeit“. Die behandelten Themen begrenzten sich auf eine Kritik am Neoliberalismus, so dass die Seite nicht mehr „als eine Internet-Gemeinde für enttäuschte Sozialdemokraten“ sei. Zudem bediene man sich einer auffallend scharfen und schneidigen Ausdrucksweise: „David hat keinen Stein in der Schleuder. Also schmeißt er mit Dreck.“
FAZ-Herausgeber Frank Schirrmacher ordnete die NachDenkSeiten in eine Reihe von Blogs ein, in denen „im besten Sinne alteuropäische Diskurse“ erfolgten, und er fragte sich 2009, ob diese „im Augenblick nur deshalb so wirkungsvoll“ seien, „weil die Politik die Einfluss- und Manipulationsmöglichkeiten digitaler Kommunikation noch nicht verstanden“ habe. In der Frankfurter Allgemeinen Sonntagszeitung bezeichnete Schirrmacher im August 2011 die kritischen Beiträge von Albrecht Müller zur Finanzkrise und zu ihrer Bewältigung im Rückblick als „unverzichtbar“.
Im Jahr 2009 erklärte anlässlich der Verleihung des Alternativen Medienpreises an die NachDenkSeiten das Jurymitglied Sven Mainka in seiner Laudatio: „Politische Bildung tut not. Verlinkungen zu anderen kritischen Seiten stellen Zusammenhänge her und helfen, Lobbyismus und Medienmanipulation besser zu erkennen.“
Vor dem Hintergrund eines von ihm beobachteten dogmatischen Wirtschaftsdenkens in der Öffentlichkeit schreibt der Wirtschaftsweise Peter Bofinger im Vorwort zum Jahrbuch der NachDenkSeiten 2011/2012: „Anstöße und Anregungen zu alternativen Denkansätzen bieten – anders als die etablierten Medien – die NachDenkSeiten.“
Im Jahr 2012 bezeichnete der Deutschlandfunk die NachDenkSeiten als „wohl meistgelesenen Polit-Blog Deutschlands“.

### Spätere Entwicklung
Jakob Augstein fragte 2012: „Albrecht Müllers Nachdenkseiten genießen einen guten Ruf. Warum eigentlich? Denn ihr Gründer folgt mehr seinen eigenen Vorurteilen als seriösem Erkenntnisinteresse.“ Gleichwohl bezeichnete Augstein in einem Gratulationsschreiben 2013 die Nachdenkseiten als „kluges, strenges und vor allem linkes Gewissen der deutschen Publizistik“.
Der Mitbegründer der NachDenkSeiten Wolfgang Lieb bemängelte im Oktober 2015, dass Müller „die Welt moralisch in Freund und Feind“ teile und als „Ursache nahezu allen Übels auf der Welt ‚einflussreiche Kräfte‘ (oft in den USA) oder undurchsichtige ‚finanzkräftige Gruppen‘ oder pauschal ‚die Eliten‘“ sehe. Statt zum Nachdenken rufe Müller in den NachDenkSeiten nur noch zum „‚Kampf‘ gegen ‚die Herrschenden‘ und ‚die Medien‘“ auf. Martin Reeh von der Tageszeitung schrieb anlässlich Liebs Abschied von der Webseite, dass sich die NachDenkSeiten und Müller seit der Ukraine-Krise 2014 zweifelhaften Personen und Verschwörungstheorien angenähert haben. Müller lasse sich zum Beispiel von Ken Jebsen interviewen. Den Anschlag auf Charlie Hebdo erkläre Müller durch Bezugnahme auf Andreas von Bülow, der an eine Verschwörung der Geheimdienste glaubt. Auf den NachDenkSeiten dürfe beispielsweise auch Daniele Ganser ohne kritische Nachfragen seine Ansichten verbreiten, dass es ein „NATO-Netzwerk in den Medien“ gebe und der Westen allein schuld sei an der Ukraine-Krise. Müller selbst glaube an eine von oben gesteuerte „Meinungsmache“ der Medien und sei vom Vorwurf „Lügenpresse“ nicht weit entfernt. Steven Geyer von der Frankfurter Rundschau zählte die NachDenkSeiten im November 2015 zu den Machern einer neuen Gegenöffentlichkeit, die gegen eine vermeintliche Gleichschaltung der deutschen Medien anschreiben und hinter allen schlechten Entwicklungen die CIA und NATO vermuten und dabei keine Berührungsängste mit rechten Personen, Positionen und Verschwörungstheorien haben.
In einem Beitrag mit dem Titel „Lügenpresse“: Medienkritik besorgter Bürger im Fernsehmagazin Zapp zählte der NDR im November 2015 die NachDenkSeiten neben PI-News, Compact und Kopp Online zu den bekanntesten „alternativen Medien“. Auf Kritik antwortete die Zapp-Redaktion mit einer Stellungnahme. Der NDR wollte an der entsprechenden Stelle im Film nicht den Eindruck erwecken, die NachDenkSeiten seien politisch mit den genannten Seiten gleichzusetzen. „Allerdings“, so die Redaktion, „mit wachsender Reichweite haben sich die NDS unter der Herausgeberschaft von Albrecht Müller von einem nachdenklichen Online-Portal tatsächlich zu einer Plattform entwickelt, die unserer Meinung nach mit ihrer Medienkritik oft über das Ziel hinausschießt.“
Tobias Schulze, Leiter des Innenressorts der taz, zählte 2017 die „NachDenkSeiten“ zusammen mit dem russischen Staatssender RT DE zur Riege der „Putin-Freunde“.
Stefan Niggemeier warf einem NachDenkSeiten-Artikel Müllers vor, „selbst ein Beispiel für eine Methode der Journalismuskritik“ zu sein, „die Recherche durch Raunen ersetzt“, und eine „demagogische Form der Diffamierung“ zu betreiben. Müller liefere „den Lesern seiner ‚kritischen Website‘ die Zutaten, mit denen sie sich eine Westentaschenverschwörungstheorie basteln können“. Er verlasse sich nicht auf die „Macht der Aufklärung“, sondern nutze die „Macht des Raunens“. Dadurch entwerte Müller seine Kritik an Journalisten und deren oft kampagnenhafter Berichterstattung, mit der er „in vielen Punkten Recht“ habe. Müller hatte in seinem Beitrag in scharfer Form die Auszeichnung der Investigativjournalistin Anja Reschke als Journalist des Jahres sowie die Berichterstattung Niggemeiers dazu kritisiert, die angeblich wichtige Informationen dazu verschwiegen habe.
Thomas Gesterkamp befand 2019 im Neuen Deutschland, dass sich die NachDenkSeiten „mit ihren gegen den Strich gebürsteten, nicht stromlinienförmigen Beiträgen […] als eine wichtige Informationsquelle [profiliert]“ und „eine kritische Gegenöffentlichkeit“ gebildet hätten. Später hätten sie sich jedoch „leider zu einem Beispiel dafür entwickelt, wie Journalistenschelte von links nicht stattfinden sollte. Denn allzu sehr ähneln manche der verwendeten Argumentationsmuster ihren Pendants von rechts: Plumpe Angriffe auf die ‚Systemmedien‘ garniert mit verschwörungstheoretischen Konstrukten.“
Der Amerikanist und Verschwörungstheorieforscher Michael Butter reiht die NachDenkSeiten ein in die „alternativen“ Medien wie KenFM, Telepolis oder Rubikon, die alle eine Gegenöffentlichkeit zu den traditionellen Qualitätsmedien und dem öffentlich-rechtlichen Rundfunk bilden würden. Sie bedienten Verschwörungstheorien wie die von der „Lügenpresse“ und verkauften diese als seriöse Nachrichten.
Der freie Journalist Thomas Dudek kritisierte im Cicero die Sichtweise der NachDenkSeiten zum Thema Belarus. So vermutete ein NachDenkSeiten-Kommentar hinter den Protesten in Belarus gegen den Präsidenten Lukaschenka aufgrund der international weithin als gefälscht betrachteten Präsidentschaftswahl 2020 einen von der NATO und der Europäischen Union initiierten „Regime Change“ zur angeblich weiteren Einengung Russlands. Dudek warf den Nachdenkseiten und anderen „Alternativmedien“ wie Russia Today, Telepolis und KenFM vor, mit solchen Texten „nicht nur ihre Abscheu gegen westliche Werte, sondern auch ihre Arroganz gegenüber den Menschen in Osteuropa“ zu offenbaren.
Vor dem Hintergrund der Proteste gegen Schutzmaßnahmen zur COVID-19-Pandemie in Deutschland ordnete der Rechtsextremismusexperte Marius Hellwig die Nachdenkseiten gegenüber dem RedaktionsNetzwerk Deutschland in die Reihe der „verschwörungsideologische[n] und/oder rechts-offene[n] Medien wie […] das Compact-Magazin, RT Deutsch, KenFM, die Epoch Times und PI News ein.“
Sonja Marzock, Lehrbeauftragte für Sozialwissenschaften an der FH Dortmund, rechnete 2021 die NachDenkSeiten zu den „‚Wahrheits‘-Blogs“, die „linke Verschwörungsideologie“ verbreiten, indem sie Informationen weglassen und Gerüchte verbreiten würden. Die dort tätigen Journalisten würden gezielt gegen ein Feindbild agitieren, „das sie durch ihre manichäische Einteilung der Welt in Gut und Böse selbst geschaffen haben“, wobei sie eben dies ihren Gegnern vorwerfen würden. Dabei würden die USA in den entsprechenden Verschwörungserzählungen für alle negativen Auswüchse der kapitalistischen Wirtschaftsordnung als Verantwortliche angeklagt. Diese Welterklärung sei so stark vereinfacht, dass sie weder die Komplexität des Kapitalismus noch die des globalen Geschehens erfassen könne. Einige wenige sollen ihr zufolge für alles Böse auf der Welt verantwortlich sein, zusammengefasst in der Verschwörungsidee des „tiefen Staates“. Jede politische Handlung, die ihm zugeschrieben wird, werde dementsprechend dämonisiert und als Beweis für seine Bösartigkeit herangezogen. So schreibt Albrecht Müller auf den „NachDenkSeiten“: „Wenn 9/11 Staatsterrorismus war, ähnlich den Operationen der Geheimarmeen der Nato in Europa in den 70-er und 80-er Jahren, waren dann die Anschläge in Paris, Madrid, Barcelona usw. nicht vielleicht auch verdeckte Anschläge des tiefen Staates, die man Terroristen in die Schuhe schieben will?“. Die Frage werde durch Müller nicht beantwortet, da sie rein rhetorischer Natur sei und die Leserschaft ohnehin die Glaubensgrundsätze um den angeblichen Tiefen Staat teile. So ist laut einem Artikel der NachDenkSeiten, der u. a. auch bei KenFM erschienen ist, Wikipedia in der Hand des israelischen Geheimdienstes Mossad.
In einer Fallstudie auf der vom Zentrum Liberale Moderne betriebenen Website Gegneranalyse.de charakterisierte der Politikwissenschaftler Markus Linden im April 2022 die NachDenkSeiten als „ein stark ideologisiertes, undifferenziert argumentierendes Medium, das radikale Widerständigkeit postuliert und als Scharnier für verschwörungstheoretisches Denken fungiert.“ Während die Nachdenkseiten etwa in der Wirtschaftspolitik und in der Abgrenzung zur Fremdenfeindlichkeit als klassisch links zu verorten seien, reihten sie sich bei anderen Themen wie der fundamentalen Medien- und Politikkritik, Erzählungen gegen den vermeintlich US- und NATO-gesteuerten Mainstream, der einseitigen Kritik der Corona-Maßnahmen und Vertretung der Positionen des Putin-Regimes bewusst in eine fundamentaloppositionelle Querfront ein. Diese Ideologie verbreiteten die NachDenkSeiten in der Regel nicht mit direkten Fake News, sondern mittels einer auf Halbwahrheiten und instrumenteller Pauschalkritik fußenden Methodik sowie über die Auswahl von Weblinks und Interviewpartnern.
Die Sprachwissenschaftlerin Sabine Schiffer, selbst Autorin der NachDenkSeiten, kritisierte die Studie als „Indiziensammlung“ und warnte vor „als Wissenschaft getarnter Delegitimierung unliebsamer Medienakteure“.
Nachdem der russisch-propagandistische Auslandssender Russia Today vor dem Hintergrund des russischen Überfalls auf die Ukraine 2022 EU-weit verboten wurde, verbreiteten die NachDenkSeiten Anleitungen, wie man Inhalte von Russia Today dennoch empfangen könne. Laut der Osteuropaexpertin Susanne Spahn besteht ein enges Netzwerk zwischen deutschen Alternativmedien wie den NachDenkSeiten oder dem KenFM-Nachfolger apolut und den russischen Auslandsmedien. Das zeige sich darin, dass sie dieselben Interviewpartner einlüden, dass sie sich gegenseitig zitierten und sich auch gegenseitig interviewten. Außerdem seien ein Großteil der Autoren identisch. So schreibt mit Florian Warweg ein ehemaliger Angestellter und Online-Chef von RT DE (deutscher Ableger von RT) für die NachDenkSeiten. Laut dem deutsch-polnischen Historiker und Journalisten Thomas Dudek sind die NachDenkSeiten zu einer „verschwörungsideologischen Publikation verkommen“, die sich bezüglich der nichtrussischen Staaten Osteuropas „rassistisch-antislawischer“ Bilder bediene. Für Matthias Meisner vom Tagesspiegel haben die NachDenkSeiten wie der Blog „Anti-Spiegel“ von Thomas Röper oder das rechtsextreme „Compact“-Magazin Nachfolgerollen für RT bei der pro-russischen Propagandatätigkeit eingenommen und verbreiten etwa den Standpunkt, dass Russland den Krieg „auch aus Notwehr begonnen“ habe. Laut Meisner übernahmen die NachDenkSeiten die „Argumente von Corona-Verharmlosern“ und „positionierten […] sich rechtsoffen“; so habe Chefredakteur Jens Berger 2022 der AfD bescheinigt, diese sei die einzige Partei, die zum Ukraine-Krieg eine „progressive friedenspolitische Antwort“ liefere.
Ende 2023 schrieb Markus Linden, der Unterschied zwischen den NachDenkSeiten und anderen Portalen bestehe „im Nichtvorhandensein von Fremdenfeindlichkeit sowie darin, dass Verschwörungstheorien und Postfaktizität zumeist nur indirekt vermittelt werden“. Entsprechende Inhalte würden verlinkt oder man biete derartigen Interviewpartnern „kritiklos eine Bühne“. Linden nannte die NachDenkSeiten „keine kritische Webseite, sondern ein fundamentaloppositionelles, mitunter sogar direkt postfaktisches Propagandamedium, welches unter dem Deckmantel der Friedensorientierung die Narrative des Putin-Regimes verbreitet“. Das Portal sei mittlerweile ein „Agendasetzer“ des Bündnisses Sahra Wagenknecht geworden.
Laut dem Bayerischen Landesamt für Verfassungsschutz für den Zeitraum vom Mai 2023 bis Juli 2024 zählt das Blog Nachdenkseiten zusammen mit u. a. dem NDR, der Berliner Zeitung, dem Freitag, Die Weltwoche, destatis.de und ippnw.de zu den einschlägigen Medien, die durch die Akteure der Doppelgänger-Kampagne „genutzt werden, um die Reichweite einzelner Inhalte zu erhöhen, da sie anscheinend grundsätzlich ins russische Narrativ passen“, und im Rahmen der russischen Auslandspropaganda zur Verbreitung von Narrativen des Kremls benutzt würden, um die westlichen Gesellschaften zu spalten und den demokratischen Willensbildungsprozess zu beeinflussen. Für diese Aussage wurde die Behörde u. a. von den genannten Medien als auch von der Neuen Zürcher Zeitung und dem FDP-Bundestagsabgeordneten Wolfgang Kubicki stark angegriffen, dieser äußerte sich, „das Vorgehen des Verfassungsschutzes sei nicht nur „unangemessen, sondern schlicht rechtswidrig.“
„Da es in der öffentlichen Rezeption der Publikation „Interne Details zu russischer Desinformationskampagne ‚Doppelgänger‘“ teilweise zu inhaltlichen Missverständnissen kam“, hat das Bayerische Landesamt „strukturelle Anpassungen des Berichts vorgenommen“: Das BayLfV insinuiere explizit nicht, dass die Verantwortlichen der hier aufgelisteten Webseiten russische Propaganda verbreiten oder in Kenntnis darüber sind bzw. es gutheißen, dass ihre Inhalte im Rahmen der „Doppelgänger“-Kampagne weiterverbreitet werden. Ferner nehme das BayLfV keinerlei Wertung der Inhalte der Webseiten vor.

## Zugriffszahlen und Verbreitung
Laut Spiegel Online hatte die Seite 2008 bis zu 25.000 Besucher am Tag. Dem Deutschlandfunk zufolge zählte das Blog im Jahre 2012 etwa 60.000 Leser täglich. Das Website-Analysetool Similarweb gibt für die Nachdenkseiten im Zeitraum Juli bis September 2023 gut 65.000 tägliche Besuche an, rund viermal so viele wie für freitag.de und netzpolitik.org bzw. knapp 30 % mehr als für cicero.de.

## Öffentliche Veranstaltungen
Gemeinsam mit dem Förderverein werden die „Pleisweiler Gespräche“ organisiert, in denen Politiker und Journalisten öffentlich zu Themen diskutieren, die im Blog aufgegriffen worden sind. Die Veranstaltungen werden als Video aufgezeichnet und auf einem eigenen YouTube-Kanal dokumentiert. Gäste waren dabei bisher unter anderen Hans-Ulrich Jörges, Heiner Flassbeck, Sahra Wagenknecht, Werner Rügemer, Rainer Mausfeld, Oskar Lafontaine und Willy Wimmer sowie die rheinland-pfälzische Ministerpräsidentin Malu Dreyer.